# Битка код Фридлингена
Битка код Фридлингена се одиграла 1702. године између Француске и Светог римског царства. Империјалне снаге предводио је Лудвиг Вилхелм Баденски док је Французе предводио Клод Луј Ектор де Вилар. Победила је француска војска.

## Увод
Французи су планирали да прошире свој утицај на десну обалу Рајне. У јесен 1702. Вилар је добио наређење од Луја XIV да нападне Швабију. Требало је да Французи заједно са баварским снагама потуку империјалну војску која би се нашла између њих.

## Битка
Французи су прешли Рајну код Вајла на Рајни 14. октобра 1702. године. Вилар је напао империјалне снаге код Фридлингена. Будући маршал Лудвиг Вилхелм је утврдио положаје своје војске с намером да Французе задржи неко време. Потом се у добром поретку повукао ка северу.

## Последице
Ова битка била је Пирова победа за Вилара. Француски губици су били велики: 1703 мртва и 2601 рањен док су империјалне снаге претрпеле знатно мање губитке: 355 мртвих и 742 рањена. Вилар је такође спречен да се удружи са Баварцима.
Насеља на источној обали Рајне су тешко страдала, нарочито Вајл на Рајни.